# سرژ راسین
سرژ راسین (فرانسوی: Serge Racine‎؛ زادهٔ ۹ اکتبر ۱۹۵۱) بازیکن فوتبال اهل هائیتی بود.
وی همچنین در تیم ملی فوتبال هائیتی بازی کرده‌است.